# 819
819 је била проста година.

## Догађаји
- Википедија:Непознат датум — Владавина династије Абасида у Багдаду.

- Пролеће – Цар Луј I жени се Јудитом Баварском у Ахену. Она постаје његова друга жена и царица Франака. Као и многи краљевски бракови тог времена, Јудита је изабрана из политичких разлога.
- Људевит, војвода Словена у Доњој Панонији, подиже побуну против Франачког царства. Луј I шаље војску коју предводи Кадолах од Фурланије, али га панонски Словени поражавају.
- Битка код Купе: Словени под  Људевитом Посавским побеђују франачке снаге које предводи кнез Борна, вазал Луја I. Он бежи уз помоћ своје елитне јединице телохранитеља. Људевит користи замах и напада Кнежевину Далмацију и Либурнију.
- 11. август – Калиф Ел-Мамун се враћа у Багдад, осигуравајући место града као престонице Абасидског калифата.
- Абасидски калиф Ел-Мамун смењује Ел-Хасана ибн Сала са места гувернера Ел-Ирака.
- Гасан ибн Абад, абасидски гувернер Хорасана, награђује саманидску браћу, Нуха, Ахмада, Јахју и Илијаса, за њихову помоћ против побуњеника Рафија ибн ел-Лејта, додељујући им сваки важан град и територију, респективно Самарканд, Фергану, Ташкент и Херат, да владају под абасидском влашћу. Ово постаје основа за формирање саманидске династије која ће владати Хорасаном један век.